# NGC 4468
NGC 4468 este o galaxie lenticulară situată în constelația Părul Berenicei. A fost descoperită în 14 ianuarie 1787 de către William Herschel. Se află la o distanță de 15,78 megaparseci de Pământ.